# Branko Brnović
Branko Brnović (en serbe cyrillique Бранко Брновић) est un footballeur et entraîneur yougoslave, puis monténégrin, né le 8 août 1967 à Titograd (aujourd'hui Podgorica).
Il a été international yougoslave.

## Biographie

### Carrière de joueur
Il joue notamment au Budućnost Titograd, au Partizan Belgrade et à l'Espanyol Barcelone.
Il dispute notamment 146 matchs en première division espagnole, inscrivant trois buts, et 188 matchs en première division yougoslave, marquant 24 buts. Il remporte avec le Partizan deux titres de champion et également deux Coupes nationales. Avec l'Espanyol, il se classe quatrième de la Liga lors de la saison 1995-1996, ce qui constitue son meilleur résultat dans ce championnat.
Au sein des compétitions continentales européennes, il prend part à cinq rencontres en Coupe de l'UEFA.

### Carrière internationale
Avec les moins de 20 ans, il participe à la Coupe du monde des moins de 20 ans en 1987. Lors du mondial junior organisé au Chili, il joue cinq matchs. Il s'illustre en inscrivant un but en phase de poule contre l'Australie. Les yougoslaves sont sacrés champions du monde en battant l'Allemagne en finale après une séance de tirs au but.
Par la suite, avec les espoirs, il participe à la phase finale du championnat d'Europe espoirs en 1990. La Yougoslavie s'incline en finale face à l'Union soviétique.
Branko Brnović est sélectionné à 27 reprises en équipe de Yougoslavie ou de Serbie-Monténégro, inscrivant trois buts.
Il reçoit sa première sélection en équipe nationale le 20 septembre 1989, en amical contre la Grèce (victoire 3-0 à Novi Sad). Il marque son premier but le 29 octobre 1997, contre Malte, lors des éliminatoires du mondial 1998. La Yougoslavie s'impose alors sur le très large score de 1-7 à Budapest.
Il inscrit son deuxième but le 28 janvier 1998, en amical contre la Tunisie (victoire 0-3 à Tunis). Son troisième et dernier but est inscrit le 6 juin 1998, en amical contre la Suisse (score : 1-1 à Bâle).
Il dispute ensuite la Coupe du monde 1998 organisée en France. Lors de cette compétition, il joue trois matchs. Les yougoslaves s'inclinent en huitièmes de finale face aux Pays-Bas.

### Carrière d'entraîneur
Branko Brnović est de mars 2007 à septembre 2011, l'assistant du sélectionneur de l'équipe du Monténégro de football, avant de prendre le poste principal en septembre 2011, jusqu'en janvier 2016.

## Palmarès joueur

### En club
- Champion de Yougoslavie en 1993 et en 1994 avec le Partizan Belgrade
- Vainqueur de la Coupe de Yougoslavie en 1992 et en 1994 avec le Partizan Belgrade
- Vice-champion de Yougoslavie en 1992 avec le Partizan Belgrade
- Finaliste de la Coupe de Yougoslavie en 1993 avec le Partizan Belgrade

### EnÉquipe de Yougoslavie
- 6 sélections entre 1989 et 1992
- Vainqueur de la Coupe du Monde des moins de 20 ans en 1987 avec les moins de 20 ans
- Finaliste du Championnat d'Europe Espoirs en 1990 avec les Espoirs

### EnÉquipe de RF Yougoslavie
- 21 sélections et 3 buts entre 1994 et 1998
- Participation à la Coupe du Monde en 1998 (1/8 de finaliste)

## Palmarès entraîneur
- Vainqueur de la Coupe du Monténégro en 2019 avec le FK Budućnost
- Vice-champion du Monténégro en 2019 avec le FK Budućnost